# Viorel Moldovan
Viorel Moldovan (n. 8 iulie 1972, Bistrița, România) este un antrenor român de fotbal și fost jucător. A fost selecționerul echipei naționale sub 21 de ani a României.

## Cariera de fotbalist
A jucat pe poziția de atacant și era supranumit Moldo-Gol. Are ca palmares: Cupa României (2006) cu Rapid București, titlul de campion al Elveției (1998) cu Grasshoppers Zurich, campion al Franței (2001) cu FC Nantes. A debutat în Divizia A la data 21 octombrie 1990 în meciul Petrolul Ploiești – Gloria Bistrița 1-0.
Pentru selecționata României a adunat 70 de prezențe, marcând 25 de goluri. A evoluat la patru competiții majore, Campionatele Mondiale din 1994 și 1998, precum și Campionatele Europene din 1996 și 2000.
Din 2002 el este cetățean de onoare al orașului Bistrița. În martie 2006 a primit Medalia „Meritul Sportiv” clasa a II-a cu o baretă din partea președintelui României de atunci, Traian Băsescu, deoarece a făcut parte din echipa Rapidului care a obținut calificarea în sferturile Cupei UEFA 2005-2006. În martie 2008 a fost decorat cu Ordinul „Meritul Sportiv” clasa a III-a, pentru rezultatele obținute la turneele finale din perioada 1990-2000 și pentru întreaga activitate.
După retragerea din activitatea de jucător, a preluat funcția de director sportiv la Unirea Urziceni. 

## Cariera de antrenor
Cariera de antrenor și-a început-o la FC Vaslui, echipă pe care a pregătit-o pentru 19 meciuri din sezonul 2008-2009. În stagiunea 2009-2010 a antrenat echipa FC Brașov.
În septembrie 2010 a fost instalat pe banca tehnică a echipei Sportul Studențesc, pe care a condus-o puțin timp. După 3 ani liber de contract, în septembrie 2013, Moldovan a preluat Rapid, echipă la care își încheiase cariera de fotbalist. Echipa retrogradase în divizia secundă prin decizia Tribunalului de Arbitraj Sportiv de la Laussane, iar obiectivul lui Moldovan era promovarea. După numai un sezon Viorel Moldovan împreună cu jucătorii a reușit să îndeplinească obiectivul echipei, acela de a promova în prima ligă. Rapid a promovat pe plan sportiv, însă în primă fază nu a avut drept de joc în liga 1. Aceasta urmând să câștige procesul cu Federația Română de Fotbal, pentru acordarea licenței.
În 2014, Moldovan a preluat funcția de selecționer al echipei naționale sub 21 de ani a României. Aproape patru luni a durat mandatul lui Viorel Moldovan ca antrenor al reprezentativei de tineret a României, timp în care acesta a condus echipa în cinci partide, trei amicale și două oficiale. Sub conducerea sa, România U-21 a învins Italia, în meci de pregătire, scor 2-1, dar a pierdut ultimul meci în grupa de calificare la Euro 2015, 0-8 în Germania. Din octombrie 2014, Moldovan a făcut parte din stafful tehnic al lui Anghel Iordănescu, la conducerea primei reprezentative a României.
În iunie 2016, după ce și-a încheiat atribuțiile la echipa națională, eliminată de la EURO 2016, Moldovan a preluat conducerea tehnică a echipei franceze AJ Auxerre, grupare din al doilea eșalon al fotbalului din Hexagon. După doar nouă meciuri pe banca lui Auxerre, Moldovan a fost demis din funcția de antrenor, echipa adunând doar șase puncte, în urma unei victorii și a trei remize, și ocupând locul 19, penultimul, în Ligue II. Moldovan intrase și într-un conflict cu șefii clubului pe care i-a criticat pentru transferurile făcute.
FC Chindia Târgoviște a fost următoarea destinație a lui Viorel Moldovan care a preluat gruparea din Liga a II-a în iunie 2018, cu obiectivul de a obține promovarea în Liga I. Cu Moldovan la conducere, Chindia a încheiat sezonul 2018-19 din Liga a II-a pe prima poziție, obținând în premieră promovarea în Liga I. La 30 iunie 2020, contractul lui Moldovan cu echipa dâmbovițeană s-a încheiat, iar tehnicianul nu a mai dorit prelungirea înțelegerii.
La 9 august 2020, Moldovan a semnat un contract pentru doi ani cu echipa FC Petrolul Ploiești.